# 章必成

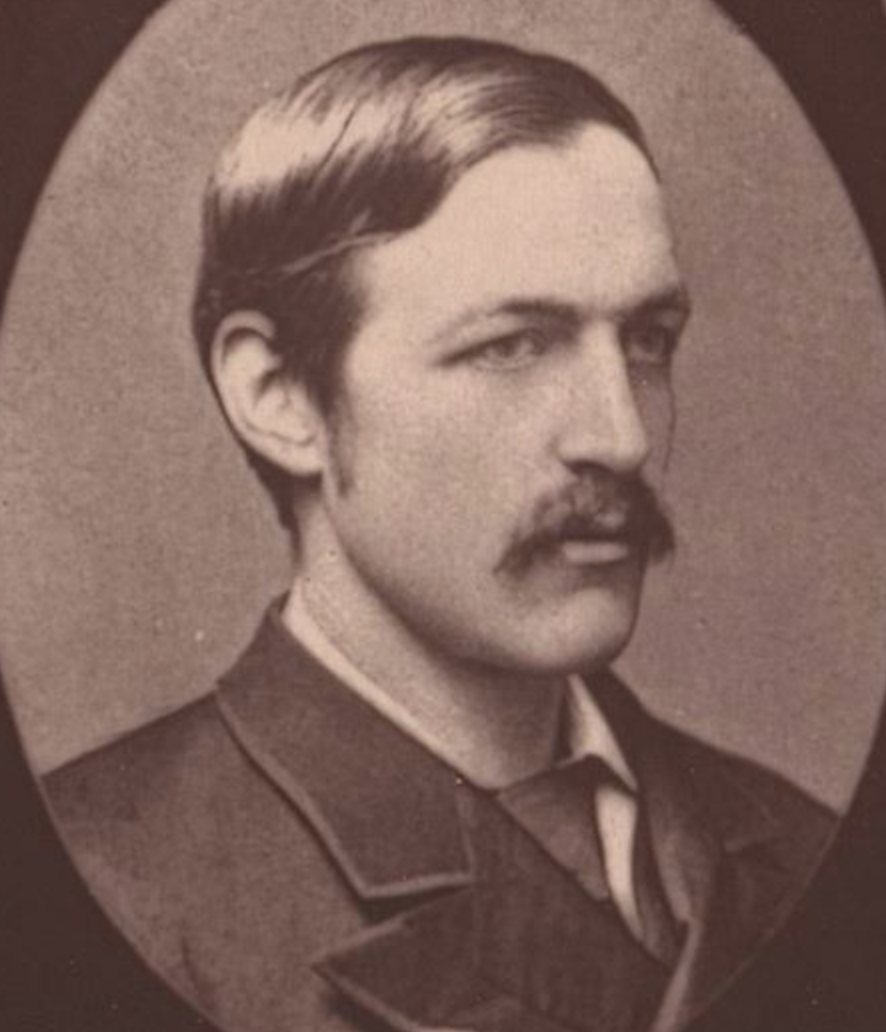
章必成

章必成（1860年4月19日—1939年），原名蒙塔古·亨利·普羅克特-比徹姆（Montagu Harry Proctor-Beauchamp），英国内地会传教士。是1885年加入中国内地会前往中国传教的剑桥七杰之一。
1860年4月19日生于英格兰诺维奇的兰利公园，是家里的第四个儿子。他于1879年进入剑桥大学三一学院。1883年获文学士。1914年获文学硕士。
1885年，章必成受到著名传教士戴德生的影响，是当时决志加入中国内地会前往中国传教的剑桥七杰之一。他们于1885年2月5日离开伦敦，在3月18日到达上海。他们学习了一段时间中文后，穿上中国服饰，和戴德生一起沿长江和汉江西上，深入内陆，经过24天的旅程，到达陕西省南部的汉中，并从这里深入四川省开辟新的传教区，帮助盖士利等内地会中有圣公会背景的传教士，在四川省成立英国圣公会的一个教区。
1900年庚子之乱中撤离中国，1902年又回到中国。1906年，章必成在四川成为英国圣公会牧师。章必成和中国内地会女传教士Florence Barclay结婚并生子女。
1910年，章必成回到英国。1914年—1928年任萨默赛特郡蒙顿康学校的教区牧师；1916年－1921年任英军牧师。
1915年8月12日，他接替他的哥哥继承从男爵爵位。
章必成时断时续的恢复为中国内地会工作，包括1929-1930年和1935-1936年作为前往印度和华西的代表团成员。1935年，他的儿子成了第二代来华传教士，他也回到中国。1939年，章必成在中国他儿子的传教站四川阆中去世，安葬在閬中聖約翰座堂墓園中。

## 著作
- 《蒙福的日子》Days of Blessing in Inland China(1890)